# ریپابلیک سرویسز
ریپابلیک سرویسز (انگلیسی: Republic Services) شرکت مدیریت پسماند آمریکایی است، که در سال ۱۹۹۸ تأسیس شد.